# Julien Dupré
Pour les articles homonymes, voir Dupré.
Ne doit pas être confondu avec Jules Dupré.
Julien Dupré est un peintre français né le 18 mars 1851 à Paris et mort dans la même ville le 15 avril 1910.

## Biographie
Julien Dupré étudie à l'École des beaux-arts de Paris dans l'atelier d'Isidore Pils (1813-1875) et celui d'Henri Lehmann,. Il étudie aussi avec Désiré François Laugée, dont il épousera la fille, Marie Laugée.
Peintre naturaliste, dans l'héritage de Jean-François Millet et de Jules Breton qu'il admire, il observe et peint la vie des paysans, jouant sur la lumière. Il donne du relief à sa peinture, accentuant les effets pour donner de la force à ses œuvres et commence à exposer au Salon des artistes français dès 1876 avec la toile La Moisson en Picardie.
Il quitte souvent l'atelier (qu'il partage avec son beau-frère le peintre Georges Laugée) situé au no 20 boulevard Flandrin à Paris pour peindre la nature sur le motif à la campagne. Il peint tout d'abord des scènes de moisson, en Picardie particulièrement, puis, à partir de 1880, des animaux observés dans la campagne.
En 1881, sa toile Les Foins lui vaut une médaille de 2e classe au Salon des artistes français. Très reconnu aux États-Unis, de nombreuses œuvres de Julien Dupré sont conservées dans les musées américains. Il expose au Salon des artistes français régulièrement jusqu'à sa mort, devient membre du Comité du Jury en 1890 et reçoit une médaille d'or à l'Exposition universelle de 1889 à Paris, puis est décoré de la Légion d'honneur en 1892.
Julien Dupré meurt le 15 avril 1910 en son domicile et atelier au no 20 Boulevard Flandrin dans le 16e arrondissement de Paris, et, est inhumé au Cimetière du Père-Lachaise (60e division).

## Œuvres dans les collections publiques
Aux États-Unis
- Columbia, Columbia Museum of Art : Retour de pâturage.
- Saint-Louis, Musée d'art de Saint-Louis : La Fenaison.
- Worcester, Worcester Art Museum : Paysanne nourrissant des poulets.

En France
- Carcassonne, musée des beaux-arts : Dans la prairie, huile sur toile
- Châlons-en-Champagne, musée des beaux-arts et d'archéologie : La fenaison, vers 1880, huile sur toile
- Cognac, musée d'art et d'histoire : Un moissonneur.
- Dunkerque, musée des beaux-arts : La Vache échappée, 1885, huile sur toile[8].
- Gray (Haute-Saône), musée Baron-Martin : La barrière, huile sur bois, 23 x 35.
- Grenoble, musée de Grenoble : Une Prairie à Archelles, 1894, huile sur toile[9].
- Le Mans, musée de Tessé : Les Lieurs de gerbes, 1878, huile sur toile[10].
- Lille, palais des beaux-arts :
  - Une Vache, huile sur bois[11] ;
  - Vache dans une prairie, huile sur bois[12].
- Narbonne, musée d'art et d'histoire : Barques de pêches en chantier, huile sur toile[13].
- Paris :
  - musée d'Orsay : La Vache blanche, vers 1890, huile sur toile[14].
  - Sénat, palais du Luxembourg : Les Faucheurs de luzerne, 1880, huile sur toile[15].
- Rouen, musée des beaux-arts : Un Chemin au Mesnil, 1891, huile sur toile[16].

## Salons
- 1880 : Les Faucheurs de luzerne, médaille de 3e classe.
- 1881 : médaille de 2e classe.

## Expositions
- Exposition universelle de 1889 à Paris.
- Du 28 mars au 13 avril 1911, Paris, galerie des artistes modernes, « Atelier de feu Julien Dupré ».

## Galerie

Œuvres de Julien Dupré
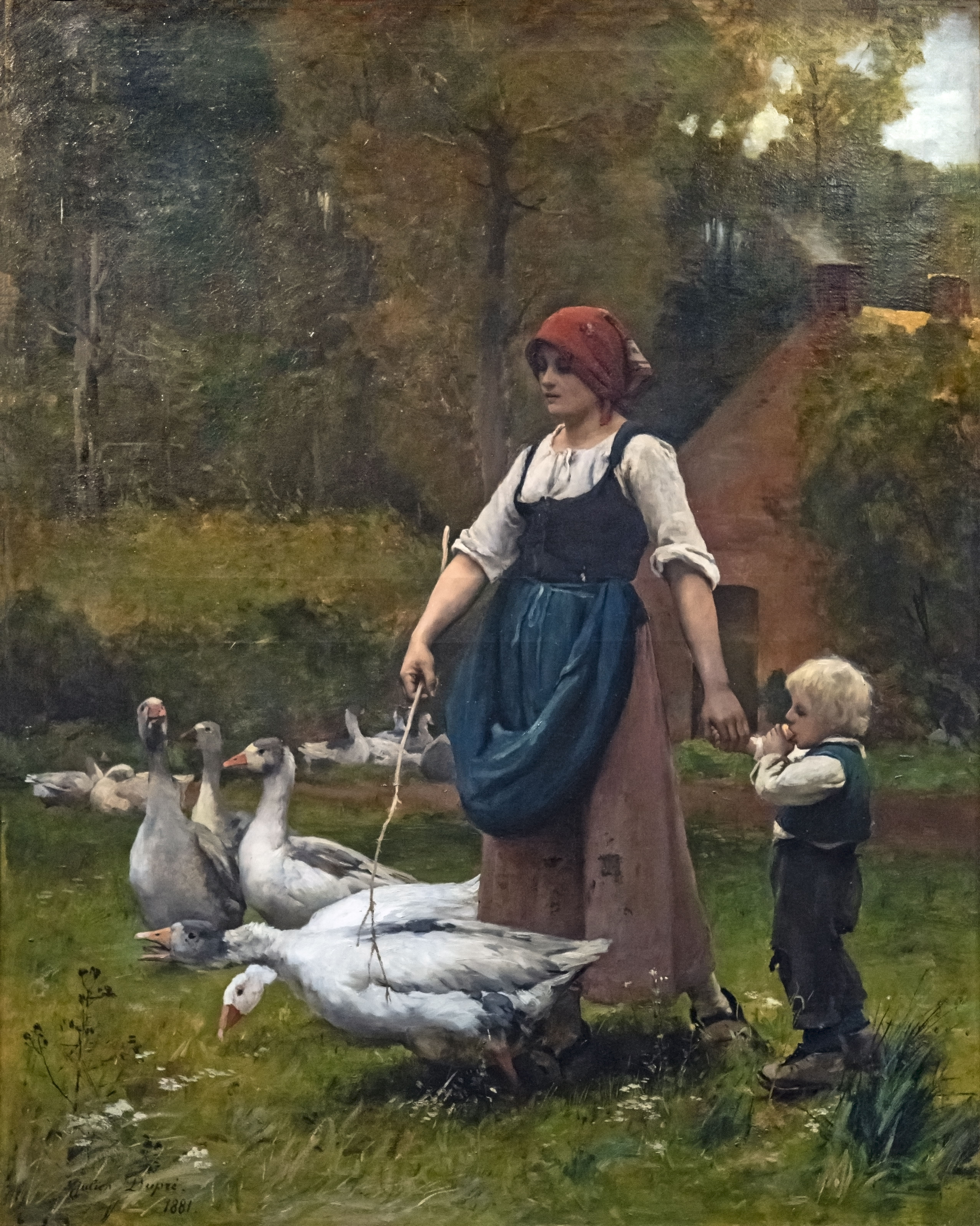
Dans la Prairie - Musée des Beaux-Arts de Carcassonne
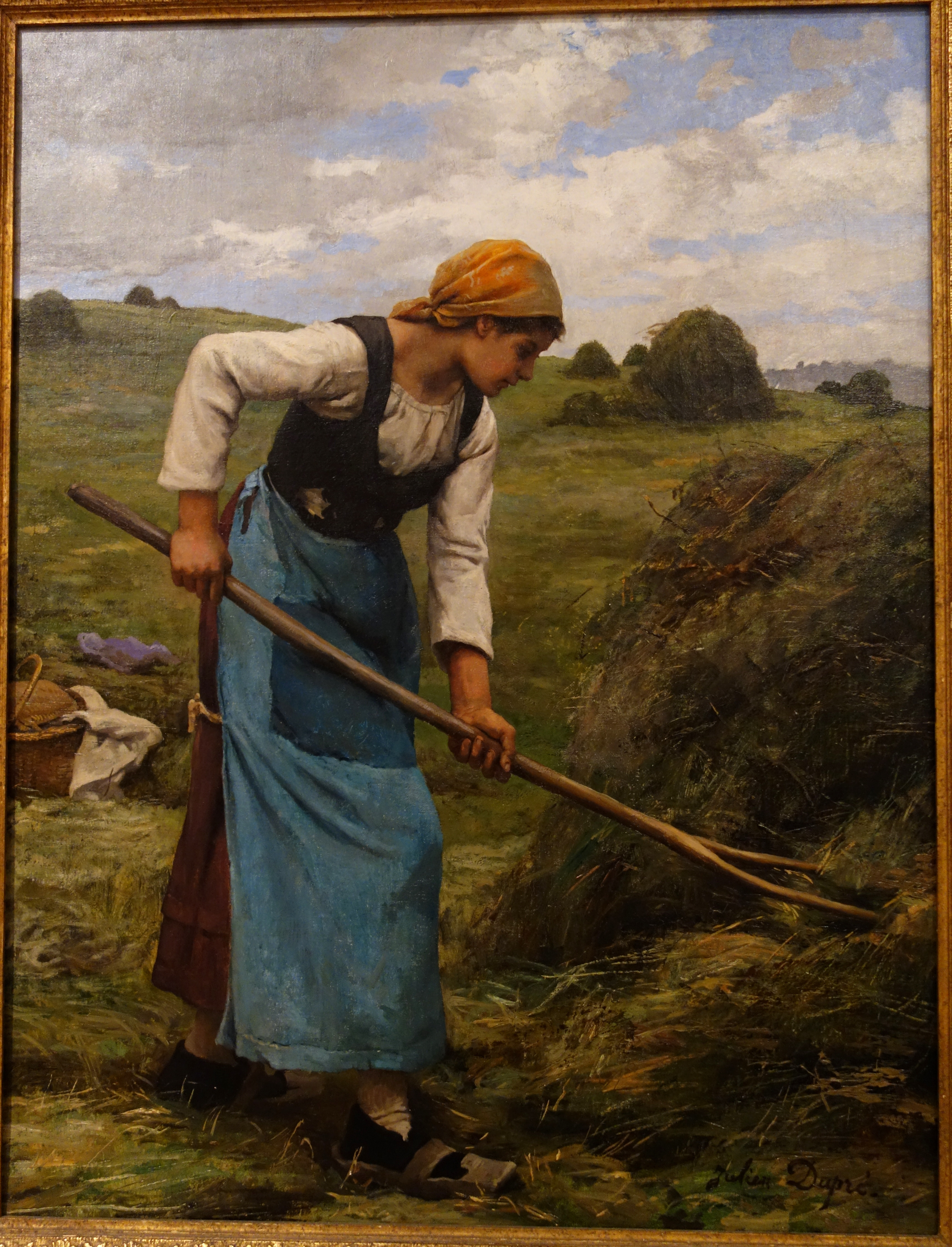
La Moissonneuse (vers 1880-1881), Huntington Museum of Art.
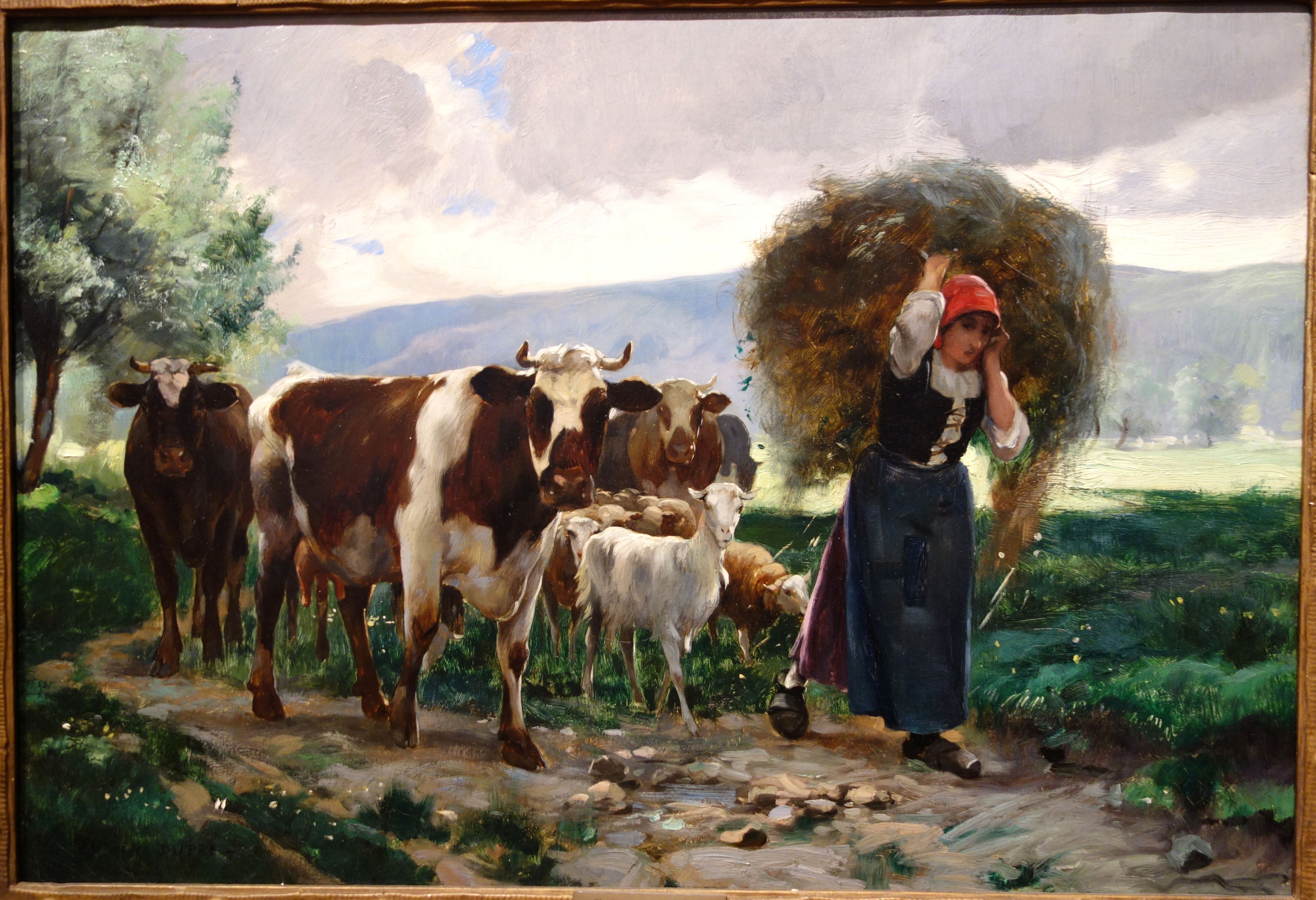
Retour à la ferme (vers 1895), Huntington Museum of Art.
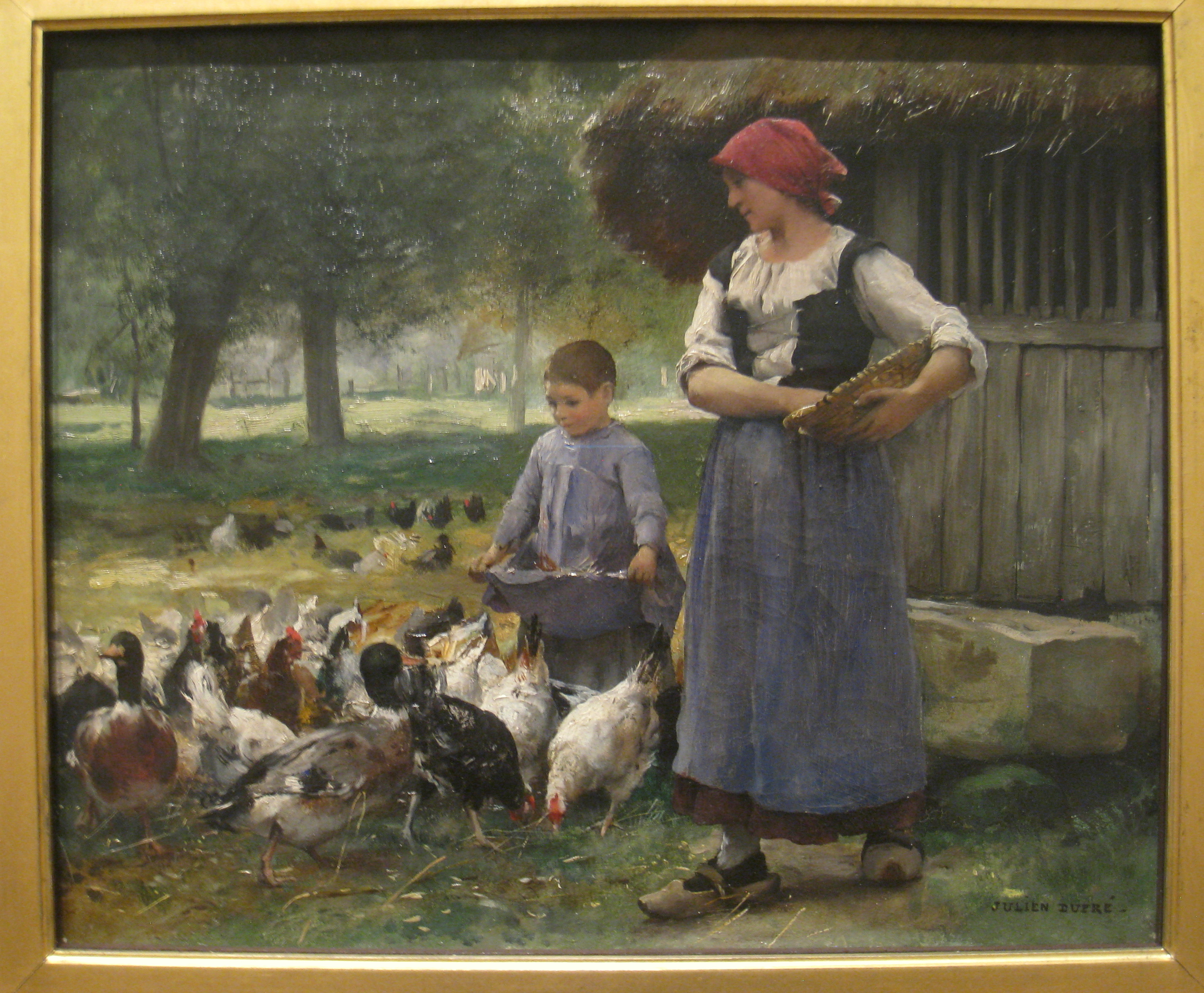
Paysanne nourrissant des poulets, Worcester Art Museum.